# Odile Saxum
L'Odile Saxum è una struttura geologica della superficie di 101955 Bennu.